# Pterostichus ebeninus
Pterostichus ebeninus är en skalbaggsart som beskrevs av Pierre François Marie Auguste Dejean. Pterostichus ebeninus ingår i släktet Pterostichus och familjen jordlöpare. Inga underarter finns listade i Catalogue of Life.